# ゲッティイメージズ
ゲッティ イメージズ（Getty Images）は、アメリカのワシントン州シアトルに本社を置く写真画像代理店。20か国を超える国々に事務所を持ち、3億点の画像・映像・音楽素材をインターネット経由で提供している。

## 所在地
- 本社所在地
  -  601 North 34th Street Seattle, Washington 98103 USA
- 日本法人所在地
  -  東京都渋谷区神宮前1-3-12 ジブラルタ生命原宿ビル 2階

## 沿革
- 1995年　マーク・ゲティ（石油王ジャン・ポール・ゲティの孫）とジョナサン・クライン（英語版）により、イギリス・ロンドンで創業。
- 1999年　現住所（アメリカ合衆国・ワシントン州シアトル）に本社移転。
- 2002年　ニューヨーク証券取引所に上場。
- 2002年　ゲッティイメージズジャパン設立。
- 2003年　フランスの通信社「フランス通信社（AFP）」と提携。
- 2008年　投資会社ヘルマン・アンド・フリードマンに約24億ドルで買収された[1]。
- 2012年　カーライル・グループにより買収。

## 商品
ゲッティイメージズが販売するのは、写真・動画の著作権使用権利とそれに関連するサービス。基本的に著作権はそれぞれの写真家に帰属する。

### 商品カテゴリー
- クリエイティブ（Creative）
  - 宣伝、広告、報道用に使うことができる、写真や動画素材。記事などへの利用可。有名建造物などが写っている写真を広告等に利用する場合、権利保有者へ利用許諾を得る必要がある場合がある。
- エディトリアル（Editorial）
  - 雑誌、書籍、ウェブなどの記事で使うことができる報道用写真や動画素材。広告利用の場合は、写り込んでいる人物や建造物、ロゴなどは利用許諾を得る必要がある。
- 音楽
  - 宣伝、広告、報道用に使うことができる、音楽素材。インディーミュージシャンによるオリジナル楽曲を検索できる。

### サービス
- ライツ＆クリアランス
  - 宣伝や広告に写真や動画を使う場合に、被写体の肖像権や知的財産権を事前に取得するサービス。主に被写体が著名人や有名建築などの場合に、権利保有者からの許諾取得と利用料交渉を代行する。
- 免責サービス
  - 被写体の権利保有者が不明で事前の権利許諾取得が難しい場合に、保険料を支払うことで、利用開始後に損害賠償請求があった場合の対応の一切をゲッティ イメージズが行うサービス。
- 撮影サービス
  - ユーザーの必要な画像や商品を、ゲッティイメージズ所属や契約の写真家が撮影するサービス
    - Thinkstock（シンクストック）
      - 別サイトThinkstockにて高品質かつ多彩なロイヤリティフリー素材を、年額制、もしくは月額制で提供するサービスを展開。1日25点、1ヶ月に750点までイメージのダウンロードが可能で、著作権トラブルに1万米ドルまで補償している。

    - iStock.com（アイストック）
      - 別サイトのiStockにて高品質かつ多彩なロイヤリティフリー写真、イラスト、動画を提供。月額／年額の定額で使えるプランと、事前に「クレジット」を購入し必要な分をダウンロードするプランがある。

    - Photos.com（フォトスドットコム）
      - プリントされた写真を額装して送るサービスサイトを展開。

### ライセンスカテゴリー
- ロイヤリティフリー（RF）
  - 使用サイズに基づいて価格が決定するライセンス。
- ライツレディ（RR）
  - 使用の範囲毎に価格が変わる。最大10年利用可能。
- ライツマネージ（RM）
  - 使用期間、地域、部数等の条件により価格が変わる。

### コレクション
ゲッティイメージズが保有する静止画・動画はコレクション毎に分かれている。同社のオリジナルコレクションは以下の通り。
- ライツマネージ
  - Allsport Concepts
  - Hulton Archive
  - Photographer's Choice
  - Photonica
  - Reportage
  - Retrofile
  - Stone
  - Stone+
  - Taxi
  - Taxi Japan
  - Iconica
  - The Image Bank
  - Riser
- ロイヤリティフリー
  - Brand X
  - Comstock Images
  - Digital Vision
  - iStock Exclusive
  - Photodisc
  - Photographer's Choice RF
  - Retrofile RF
  - Stockbyte
  - Thinkstock Images
  - Lifesize

## 受賞
- アダム・プリティ（Adam Pretty）、マルコ・ディ・ラウロ（Marco Di Lauro）、エド・オウ（Ed Ou）、ガング・ニウ（Guang Niu）、ベンジャミン・ロウリー（Benjamin Lowy）、ダニエル・ベレフラク（Daniel Berehulak）が世界報道写真2011の各部門に入賞。
- ジョン・ムーア（John Moore）「パキスタンで撮影されたブット元首相暗殺の写真」：スポット・ニュース（Spot News）の部門1位。
- ブレント・スタートン（Brent Stirton）「コンゴのビルンガ国立公園で死んだマウンテンゴリラを撤去する写真」：コンテンポラリーイシュー（Contemporary Issues）（今の時代を写した作品）部門1位。